# Брайгольц
Брайгольц (нім. Breiholz) — громада в Німеччині, розташована в землі Шлезвіг-Гольштейн. Входить до складу району Рендсбург-Екернферде. Складова частина об'єднання громад Гонер-Гарде.
Площа — 18,49 км2. Населення становить 1384 ос. (станом на 31 грудня 2020).

## Галерея

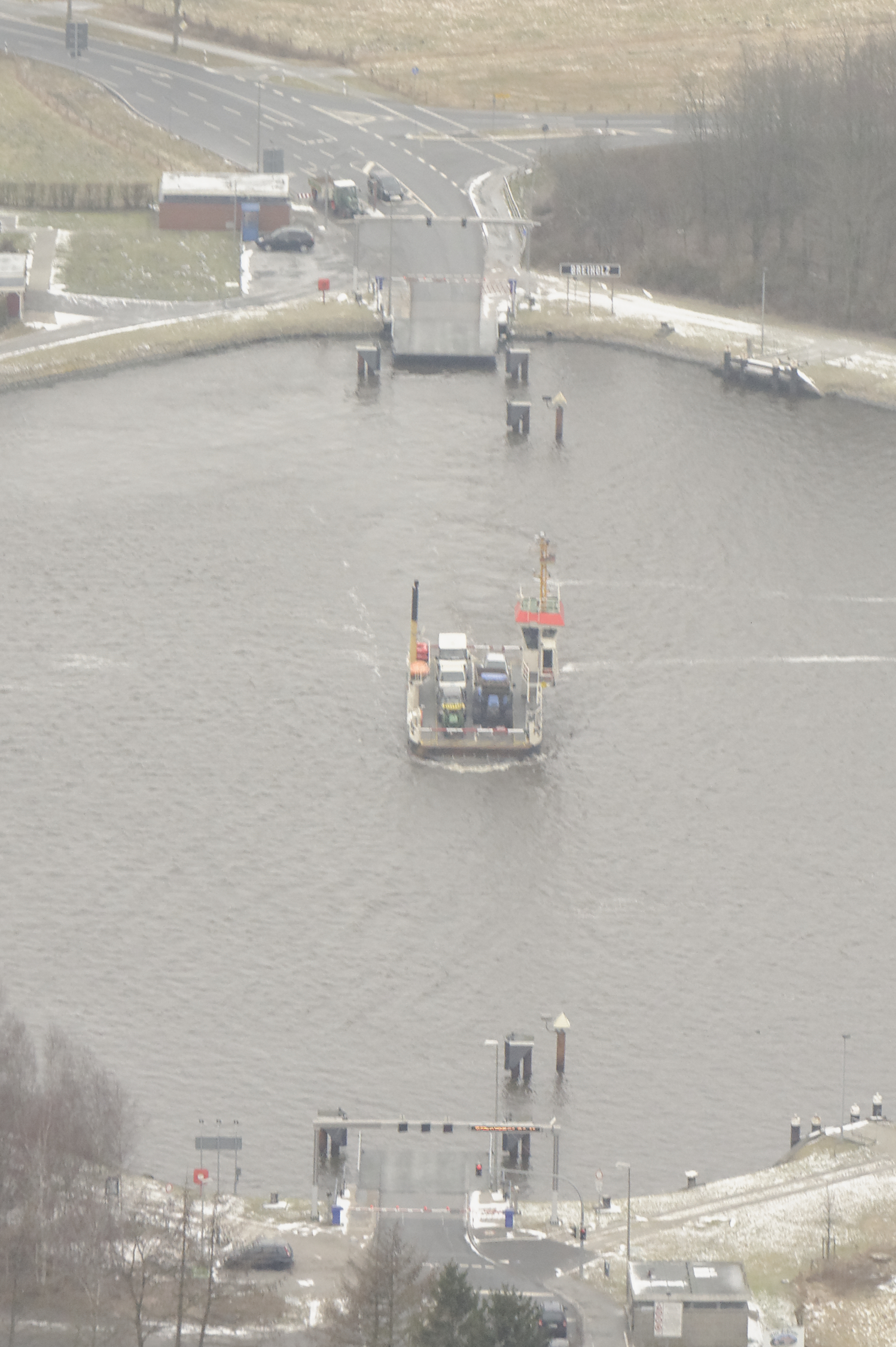